# Maireana microcarpa
Maireana microcarpa är en amarantväxtart som först beskrevs av George Bentham, och fick sitt nu gällande namn av Paul G. Wilson. Maireana microcarpa ingår i släktet Maireana och familjen amarantväxter. Inga underarter finns listade i Catalogue of Life.